# The Domino Heart
The Domino Heart is de elfde aflevering van het zesde seizoen van de televisieserie ER, die voor het eerst werd uitgezonden op 13 januari 2000.

## Verhaal
Lucy Knight probeert de afdeling chirurgie te overtuigen dat zij Valerie een nieuwe harttransplantatie moeten geven nu een nieuw donorhart beschikbaar is. 
Dr. Carter en dr. Jing-Mei raken in conflict over de behandeling van een oudere vrouw en haar dochter die haar mantelzorger is. 
Dr. Malucci krijgt het in zijn eentje voor elkaar om een illegale apotheek te sluiten, dit gaat helaas niet zonder slag of stoot.
Dr. Greene krijgt een homokoppel onder behandeling. Hij ontdekt dat de ene de andere mishandelt en wil het slachtoffer helpen.
Hathaway heeft moeite om weer te werken na haar zwangerschapsverlof.
De SEH heeft last van watertekort en dit zorgt ervoor dat het personeel af en toe rare capriolen moet uithalen.
Dr. Benton vindt dr. Finch wel leuk en vraagt haar uit, hij ontdekt al snel dat zij moeilijk te krijgen is.

## Rolverdeling

### Hoofdrollen
- Anthony Edwards - Dr. Mark Greene
- John Cullum - David Greene
- Noah Wyle - Dr. John Carter
- Laura Innes - Dr. Kerry Weaver
- Alex Kingston - Dr. Elizabeth Corday
- Eriq La Salle - Dr. Peter Benton
- Michael Michele - Dr. Cleo Finch
- Goran Višnjić - Dr. Luka Kovac
- Paul McCrane - Dr. Robert Romano
- Erik Palladino - Dr. Dave Malucci
- Ming-Na - Dr. Jing-Mei Chen
- Kellie Martin - Lucy Knight
- Julianna Margulies - verpleegster Carol Hathaway
- Ellen Crawford - verpleegster Lydia Wright
- Laura Cerón - verpleegster Chuny Marquez
- Deezer D - verpleger Malik McGrath
- Bellina Logan - verpleegster Kit
- Lily Mariye - verpleegster Lily Jarvik
- Dinah Lenney - verpleegster Shirley
- Pamela Sinha - verpleegster Amira
- Montae Russell - ambulancemedewerker Dwight Zadro
- Emily Wagner - ambulancemedewerker Doris Pickman
- Lyn Alicia Henderson - ambulancemedewerker Pamela Olbes
- Demetrius Navarro - Morales

### Gastrollen (selectie)
- Peng Rui -  Peng
- Myndy Crist - Valerie Page
- Camille Ameen - Mrs. Page
- Diane Baker - Louise Duffy
- Peg Phillips - Mrs. Duffy
- Hank Stratton - Curt Oberg
- Sal Lopez - Hispanic man
- Lucy Vargas - Hispanic vrouw
- Amy Stewart - Linsey Cordova
- Louis Ferreira - Michael Mueller
- Lawrence Monoson - Dean Rollins